# أطفال سراييفو
أطفال سراييفو هو فيلم من نوع دراما أُصدر في 2012. الفيلم من إخراج وسيناريو عايده بيجيتش.

## القصة
تقع أحداث الفيلم في سراييفو.

## طاقم التمثيل
- Nikola Đuričko [الإنجليزية]‏
- Aleksandar Seksan [الإنجليزية]‏
- ياسنا البري [الإنجليزية]‏
- بوجان نافوجيك
- فيلبور توبيك

## وصلات خارجية
- أطفال سراييفو على موقع IMDb (الإنجليزية)
- أطفال سراييفو على موقع روتن توميتوز (الإنجليزية)
- أطفال سراييفو على موقع قاعدة بيانات الأفلام العربية
- أطفال سراييفو على موقع ألو سيني (الفرنسية)
- أطفال سراييفو على موقع أول موفي (الإنجليزية)
- أطفال سراييفو على موقع فيلمافينيتي (الإسبانية)
- أطفال سراييفو على موقع قاعدة بيانات الفيلم (الإنجليزية)
- أطفال سراييفو على موقع ليتربوكسد (الإنجليزية)
- أطفال سراييفو على موقع كينوبويسك (الروسية)